# Richard Bowie
Richard Johns Bowie (* 23. Juni 1807 in Washington, D.C.; † 12. März 1881 bei Rockville, Maryland) war ein US-amerikanischer Jurist und Politiker. Zwischen 1849 und 1853 vertrat er den Bundesstaat Maryland im US-Repräsentantenhaus.

## Werdegang
Richard Bowie besuchte die öffentlichen Schulen seiner Heimat sowie die Brookville Academy. Nach einem anschließenden Jurastudium an der Georgetown University und seiner 1826 erfolgten Zulassung als Rechtsanwalt begann er in Washington in diesem Beruf zu arbeiten. Später zog er nach Rockville in Maryland, wo er sich neben seiner Anwaltspraxis auch in der Landwirtschaft betätigte. Gleichzeitig schlug er als Mitglied der Whig Party eine politische Laufbahn ein. Zwischen 1835 und 1837 saß er im Abgeordnetenhaus von Maryland; von 1837 bis 1841 war er Mitglied des Staatssenats. Im Dezember 1839 nahm Bowie als Delegierter an der Whig National Convention in Harrisburg teil. Von 1844 bis 1849 war er Staatsanwalt im Montgomery County.
Bei den Kongresswahlen des Jahres 1848 wurde Bowie im ersten Wahlbezirk von Maryland in das US-Repräsentantenhaus in Washington gewählt, wo er am 4. März 1849 die Nachfolge von John Grant Chapman antrat. Nach einer Wiederwahl konnte er bis zum 3. März 1853 zwei Legislaturperioden im Kongress absolvieren. Diese Zeit war von den Diskussionen um die Frage der Sklaverei bestimmt. Im Jahr 1850 wurde der von US-Senator Henry Clay eingebrachte Kompromiss von 1850 verabschiedet.
Im Jahr 1853 kandidierte Bowie für das Amt des Gouverneurs von Maryland, unterlag aber dem Demokraten Thomas Watkins Ligon mit 47:53 Prozent der Stimmen. Danach praktizierte er wieder als Anwalt in Rockville. Von 1861 bis 1867 war er als Nachfolger von John Carroll LeGrand Oberster Richter am Maryland Court of Appeals; anschließend wurde er Oberster Richter im sechsten Gerichtskreis seines Staates. Er starb am 12. März 1881 nahe Rockville.